# チューリップ (唱歌)

チューリップ歌碑（群馬県前橋市）

「チューリップ」は、日本の唱歌。日本の歌百選選定歌の1つ。色とりどりの花を咲かせ、親しみやすいチューリップを題材とし、歌いやすいリズムの楽曲であることから、未就学児から小学生までの子供に広く歌われてきた。初出は1932年（昭和7年）の『ヱホンシヤウカ ナツノマキ』で、当時は作詞者・作曲者が公表されなかった。このことは後に著作権をめぐる裁判に発展し、その結果、近藤宮子の作詞、井上武士の作曲であることが公に認められた。

## 詞曲
作詞は近藤宮子、作曲は井上武士。作詞者の近藤宮子は国文学者の藤村作を父に持ち、母の季子は東京音楽学校の卒業生、弟の赤城さかえは俳人と、文学や音楽にゆかりの深い家庭で育った。夫の近藤忠義も国文学者であり、藤村作の弟子でもあった。近藤自身は忠義との結婚後、専業主婦をしていたが、少女の頃は『赤い鳥』を愛読し、短歌を詠んでいた。作曲者の井上武士は作曲当時、東京高等師範学校附属小学校の教諭で、後に日本教育音楽協会の会長に就任した人物である。
発表当初は1番のみであったが、1963年（昭和38年）に井上武士が2番と3番を追加した。このため、作詞者として近藤と井上の名を併記することがあるほか、井上に代えて「教育音楽協会」を作詞者として近藤と併記することもある。
近藤は「こいのぼり」（発表当時の表記は「コヒノボリ」）の作詞も手掛けており、日本では広く歌い継がれている。

### 歌詞

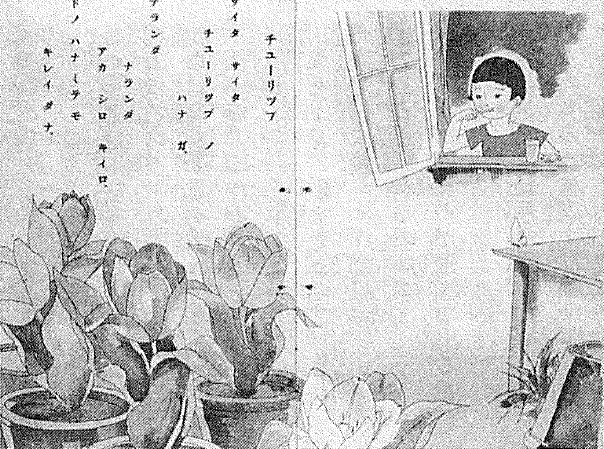
『ヱホンシヤウカ』に掲載された「チューリップ」

1993年（平成5年）の東京高等裁判所の判決で、作詞者は近藤宮子であるが、著作権は日本教育音楽協会に譲渡済みであることが確定したため、近藤が1999年（平成11年）まで存命だったにもかかわらず著作権は消滅し、パブリックドメインとなっている。
初出時の歌詞は、以下の通りすべてカタカナ表記（原文は縦書き）で、独特の分かち書きが為されていた。分かち書きの方法は感覚的で、日本語学的に見ると、品詞で区切られた箇所、文節で区切られた箇所、また、文法的に評価すると不適切な箇所に空白が挿入されている。
| 「 | サイタ チューリップ ノ ハナ ガ、 ナランダ アカ シロ キイロ、 ドノ ハナ ミテ モ キレイ ダ ナ。 | 」 |

歌詞冒頭の「サイタ　サイタ」は、小学国語読本（いわゆるサクラ読本）が「サイタ　サイタ　サクラガ　サイタ」で始まることを参考にしたものである。サクラ読本の刊行は1933年（昭和8年）のことで、「チューリップ」の発表よりも後であるが、サクラ読本の編集の中心人物であった井上赳は、母校の東京帝国大学の先輩である藤村作に意見を聞くためにその資料を手渡しており、近藤は父・藤村の書斎でこれを見たという。末尾の「ドノ　ハナ　ミテ　モ　キレイ　ダ　ナ」は、「何事においてもそれぞれのいいところを見て過ごそう」という近藤自身の人生観を表現したものであり、「殊に、弱いものには目を配りたいという気持に基づくものであった」と語っている。
近藤は、福井直秋の依頼を受けた父の勧めで、1か月程度で作詞した。福井の依頼は幼稚園児を対象とした唱歌の歌詞作成であり、テーマとして、チューリップなど10題目ほどを提示した。近藤は幼稚園児向けであることを意識し、「文学的趣味的」にならないよう、平明で標準的な作詞を心がけ、子供の目線で春の風景を描写した。
2番と3番の歌詞は井上武士が作ったものであり、1974年（昭和49年）まで存命だったため2023年（令和5年）現在、著作権は存続しており、日本音楽著作権協会（JASRAC）が著作権を管理している。1番のみであっても、井上が作曲した曲については2023年（令和5年）現在、著作権は存続中で、JASRACが著作権を管理している。

### 楽曲
ヘ長調、4分の2拍子で、テンポは=92。ヨナ抜き長音階を使って、子供たちが言葉の抑揚にしたがって自然に歌えるように作曲されている。声域可能年齢は5歳以上である。
作曲者の井上武士は、自身の作曲集の中で、「チューリップ」が代表作であると前書きに記し、息子が描いたチューリップのイラストを表紙に採用するほど、この楽曲を気に入っていた。

## 評価
長田暁二は、音域は狭く、リズムはシンプルで、メロディも無理なく覚えられると評した。一方で、歌い出しが「ドレミ」の音階で始まるのは、チューリップが咲いたのを見たときの子供の感情を表現するにはあまりにも音階的であり、もっと直感的なメロディの方が良いのではないかという意見があったことに言及した。
中村幸弘は、楽曲が制作された頃の日本では、女子児童を中心に小学生の間でチューリップが非常に人気のある花であったことと、カタカナが読めるようになったばかりの小学1年生にとって読みやすい字間の空白を取り入れたことから、愛好される唱歌となり得たと解釈した。また、昭和30年代（1955年 - 1964年）頃まで、小学校に入学する年頃の子供を持つ家庭では、祖母と孫らが共に歌う唱歌であったと思うと述懐した。
成美堂出版編集部は、チューリップが色とりどりのきれいな花を咲かせ、かつ幼児にも描きやすい形をしていることに加え、歌いやすいリズム感であることから、「親しまれるのも当然でしょう」と記した。

### 詞
近藤と親交のあった小林茂夫は、短歌の嗜みがあった近藤が短歌的表現を避け、童心に帰って作詞したことが、「かえって文学的平明さの表現を生んだのであろう」と評した。
日本の歌百選に選定された101曲を「伝えたかったこと」で15種類に分類した笹森誠は、「チューリップ」を「ぞうさん」、「世界に一つだけの花」とともに「個性尊重」に分類し、「一見誰でも作れそうな簡単に思える歌詞でも、作詞者は深い思いを込めて作っているものである」と評した。

### 曲
教育学者の佐藤学は、「チューリップ」は音楽性に乏しく、子供にとっては特にそうだと主張し、幼稚園や小学校の音楽教育の始まりが「チューリップ」であることに教師は怒らないのかと訴えた。これに対して、「あんたがたどこさ」の音楽性は卓越していると評した。村尾忠廣は、佐藤の主張について、大作曲家の創った名曲だけを傑作とは見ずに、わらべうたのようなものの中にも非常に音楽的なものを見いだそうとしているのだと解説した。
芥川也寸志は、裁判で作曲者が誰なのか争われていた際に、「非常に簡単な旋律」であると評し、「似たものができても不思議はない」とコメントした。

## 詞曲を巡る経過

### 「チューリップ」の誕生

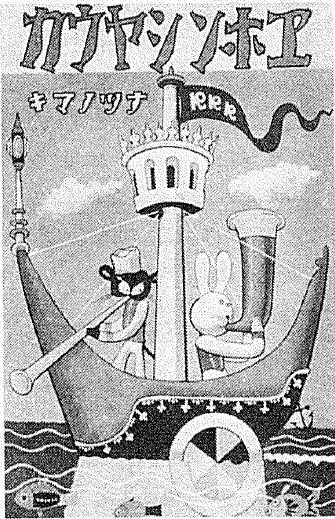
『ヱホンシヤウカ ナツノマキ』の表紙

1930年（昭和5年）、日本教育音楽協会は「小学唱歌集」が時代の要求に即応しがたいとして、新たな唱歌集を作るべく尋常小学校唱歌研究部と幼稚園唱歌研究部を立ち上げ、幼稚園唱歌研究部委員に福井直秋、中野義見、戸倉ハルらを委嘱した。同研究部は31の題目を掲げて歌詞を公募し、70編以上の応募があった。しかし、あまり良い作品が集まらなかったことから、福井は家族ぐるみの付き合いがあった藤村作に、10題目程度を示し、歌詞の作成を依頼した。藤村は娘の近藤宮子に作詞を勧め、近藤は1か月ほどで「チューリップ」を含む10編ほどの作詞を終えると、日本教育音楽協会の担当者であった猪瀬久三に提出した。
その後、日本教育音楽協会は題目を40に変更し、うち30題目は応募作品から選び、残る10題目は専門家に歌詞の作成を委嘱することを決定した。40題目に対応する歌詞は、委員の合議による訂正・改変等を経て1931年（昭和6年）9月頃にはほぼ完成し、12月上旬頃までには曲もでき上がった。近藤が作詞したものは、すべて採用され、近藤は日本教育音楽協会から作詞の謝礼として200円を受け取った。なお、「チューリップ」の曲は、『ヱホンシヤウカ』の編纂委員であった井上武士が近藤の詞に合わせて作曲した。
そして、1932年（昭和7年）7月に『ヱホンシヤウカ ナツノマキ』（絵本唱歌 夏の巻）に「チューリップ」が掲載された。『ヱホンシヤウカ』は日本教育音楽協会が編集した、幼稚園児向けの唱歌集であり、「ナツノマキ」とあるように、春夏秋冬の4巻シリーズであった。各巻には、40題目に対応する歌が10曲ずつ掲載された。当時の習慣により作者は公表されず、歌詞の公募時に「版権は本会の所有とす」という条件を付したことから、著作権は日本教育音楽協会が持つものとされた。ナツノマキ発刊の翌年、1933年（昭和8年）6月、中島ケイ子の歌唱により「チューリップ」が初めてレコードに収録され、日本コロムビアから発売された。

### 戦後の作詞・作曲者のあゆみ
終戦後の1954年（昭和29年）末から1955年（昭和30年）初頭頃に、井上武士はJASRACへ、自らが「チューリップ」の作曲者であると届出を行い、著作権をJASRACに信託して、著作権使用料を受け取るようになった。この頃に、「チューリップ」のレコード収録が決まり、レコード会社からの求めに応じて井上が2番と3番の歌詞を補作し、1963年（昭和38年）4月に2・3番を発表した。しかし、2・3番の歌詞はあまり普及しなかった。
一方、作詞者の近藤は、「チューリップ」が広まったのは井上の作曲が良かったからだと考えており、歌い継がれるなら良いと思っていた。このため、近藤は自身が作詞したことを公に名乗り出なかったが、息子には、自分が作詞を手掛けたことを明かし、記者になった息子は、母が作詞した事実を公表しようと考えていた。しかし、世間には近藤の息子とは別の記者によってその事実が明かされることとなる。
記事が出るきっかけとなったのは、1970年（昭和45年）に著作権法が約70年ぶりに改正されたことであった。常日頃から新聞記者の取材を受けていた近藤の夫・忠義は、同年4月に赤旗の婦人家庭欄を担当していた記者との懇談中に、著作権の話題が上ったことから、自らの妻が「チューリップ」や「コヒノボリ」を作詞したことを話した。これを聞いた婦人家庭欄の担当記者はすぐさま近藤宅を訪問し、近藤と対談した。近藤は対談中に具体的なことを話し、記者からの質問にも明快な受け答えをしたことから、記者は近藤がチューリップの作詞者であるという話は真実であると結論付け、5月7日付の赤旗に、「童謡『コヒノボリ』『チューリップ』作詞したのはわたし」と題した記事を掲載した。
記事が掲載されたのが赤旗であったため、朝日・読売・毎日新聞といった大手紙ほどの情報拡散力はなかったが、この記事を読んだ人が作曲者の井上に伝えたため、井上は近藤が作詞者であると知ることができた。井上は5月18日に「久しく探していた『チューリップ』の作詞者が分かって非常に嬉しい」という内容の手紙を近藤に送った。それだけでなく、5月30日には井上がJASRACに「チューリップ」の作詞者が判明した旨を届け出た。続いて6月5日に、近藤とその息子が日本教育音楽協会を訪れ、井上の同席の下、協会の常務理事と資料部長に面会した。常務理事らは、近藤が作詞者であるという主張に対し、特に異論をはさまず、近藤にJASRACへの著作権信託と文化庁への実名登録の手続きを勧め、書類一式を手渡した。近藤は常務理事らとの会談を「非常に友好的で楽しかった」と感じた。
さらに同年7月頃、JASRACから呼び出しを受けた近藤とその息子は、JASRAC職員の案内の下、東邦音楽大学に赴き、小出浩平と面会した。小出は当時の日本教育音楽協会会長で、後に「チューリップ」の作詞・作曲は自身が手掛けたと主張するのだが、近藤との面会の時点では特にそのような主張はせず、「チューリップ」の著作権料が日本教育音楽協会の重要な収入源になっていることや、著作権関係の資料が新潟県にあるため、取り寄せるのに2か月程度かかるなどと告げただけであった。また、近藤が「井上氏のお取り計らい」で著作権関係の手続きを進めている旨を伝えると、小出は「ブシ（=井上武士）はけしからん奴だ」と言ったため、近藤が紳士的だと感じていた井上の印象との違いに驚き、小出に不信感を抱いたという。
日本教育音楽協会関係者とは別に、作詞家の小林純一からも著作権登録を勧める電話を受けていたが、小出の話を聞いた近藤は、金銭絡みの問題になってきたことに嫌気が差し、JASRACや文化庁への手続きをすることなく、放置することを選択した。JASRACは近藤からの手続きが途絶えたため、「あの作品は自身のものだ」と主張してJASRACにやって来たものの、結局は真実ではなかった、という過去に何度もあった類似の案件と同一の事象であると考え、いつしか近藤からそのような申し出があったことすら忘却していった。
正式な手続きに至らなかったものの、赤旗に掲載されたことで、堀内敬三『定本 日本の唱歌』（1970年、実業之日本社）や長井春海 編『みんなでうたおう こどものうた 1』（1979年、全音楽譜出版社）には作詞者として近藤美耶子の名が掲載された。他方で、1981年（昭和56年）5月1日付の『わたしの赤ちゃん』五月号（主婦の友社）には、「チューリップ」が小出と井上の共作によって作成されたという記事が掲載された。この記事は後に、小出が作詞者であるという主張を補強する資料として利用されることとなった。

### 裁判とその後
1982年（昭和57年）、JASRACは『ヱホンシヤウカ』掲載の無名著作物が公表後50年を迎え、同年末で著作権が消滅するため、日本教育音楽協会に対し、著作者に関する資料の提供を2度に渡って要求した。これを受けた日本教育音楽協会の会長の小出は、自身が著作者であり、『わたしの赤ちゃん』五月号にその旨の記載があるとJASRACに口頭で説明した。続けて、日本教育音楽協会名義で、本当は小出が作詞・作曲したが、東京音楽学校の先輩である井上の顔を立てるよう同窓会から説得されて、やむなく小出と井上の共作としたとする文書をJASRACに提出した。JASRACは小出の主張を井上の遺族に伝え、井上の遺族は小出の主張に納得できないことと、従来通りに作詞は不詳、作曲は井上として著作権を管理してほしいことを回答した。両者の言い分を踏まえ、JASRACは、1983年（昭和58年）2月8日の通常理事会で、「1番の作詞を小出、2・3番の作詞を井上、作曲を井上として著作権管理するが、著作権使用料の分配は小出と井上の係争が解決するまで保留する」という暫定措置を決定し、同年2月28日付で両者に通知した。
以上の経緯により、1983年（昭和58年）6月に小出は、千葉地方裁判所に著作権確認を求めて訴訟を提起した。続いて同年に、近藤が「嘘はいけない」と、著作権確認および損害賠償を求める訴訟を東京地方裁判所に起こした。裁判は、1993年（平成5年）までに、どちらも小出側の敗訴という結果で終幕した。
亀田製菓は設立40周年記念文化事業として、「21世紀に残したい童謡・唱歌」を募集し、原田泰治の絵を添えて、2000年（平成12年）1月に『日本の歌百選』として本を出版した。その100曲の1つに「チューリップ」が選ばれた。続いて2006年（平成18年）12月15日には文化庁と日本PTA全国協議会の主催による「日本の歌百選」が発表され、「チューリップ」がその1曲に選ばれた。

## 裁判

### 作曲者の確定
1983年（昭和58年）6月、小出浩平は「チューリップ」の作詞・作曲が自身であると主張し、著作権を継承した井上の遺族を相手取って著作権の帰属確認を求める訴えを千葉地裁に起こした（昭和58年（ワ）第1102号）。訴訟の目的は日本教育音楽協会の財源である著作権使用料を継続して得ることであり、小出は「やむなく」、「協会の存続を賭け」訴訟に踏み切ったと表明した。この裁判では、小出側と井上側の双方が自身が作曲者だと主張したが、小出側は「先に曲があり、後から作詞した」、井上側は「先に詞が存在し、それに曲を付けた」とそれぞれ逆の主張をした。また、弁論の中で井上側は、作詞は近藤であると主張した。小出は係争中の1986年（昭和61年）に死去し、裁判は小出の遺族が継承した。裁判は決め手となる証拠を欠き、自身が編纂に関わった唱歌集で「小出が作詞・作曲者」と記述した金田一春彦が証言台に立ったほか、音楽教育の関係者が続々と証言を行った。芥川也寸志はJASRACの理事長として「2人ともよく知っている立派な方だけに、教育上価値のある作品が争いになっているのは好ましいことではない」というコメントを寄せた。このように、著名な人物が裁判に関わったことは、小出と井上が日本の音楽教育に与えた影響の大きさを示す結果ともなった。
1988年（昭和63年）8月26日に結審し、当初は11月25日に判決が下される予定であったが、実際には1989年（平成元年）2月10日にずれ込んだ。同日、千葉地裁は、長期間に渡って多数の出版物で井上の作曲であると発表されていたにもかかわらず、小出が確固たる措置を講じた形跡がないことなどを理由に、小出側の訴えを棄却した。提訴から5年半後の判決であった。判決後、井上の遺族は、裁判のストレスで体を悪くしたことを明かし、何十年も経過した後に作者であることを証明せよといわれても無理があるので、著作権の取得時効を定めてほしいと語った。一方、小出の遺族は控訴するか検討中としながらも、関係者の努力に対し、感謝の意を示した。
その後、小出の遺族らは控訴に踏み切るも、東京高裁は1990年（平成2年）12月18日に一審の判決を支持して訴えを棄却、さらに小出の遺族らは上告したが、1992年（平成4年）1月16日に最高裁判所はこれを棄却した。

### 作詞者の確定
近藤は1983年（昭和58年）に小出やJASRACを相手として、「チューリップ」など6曲を自身が作詞したので著作者人格権を有すること、また、「チューリップ」の著作権が自らにあることを確認するとともに、氏名表示権侵害に伴う精神的損害と、著作権使用料を得られなかったことによる損害の賠償を求めて東京地裁に提訴した（昭和58年（ワ）第12198号）。近藤が提訴したのは、「嘘はいけない」という思いからであった。
裁判の中で小出側は、小出が作詞・作曲したとする1922年（大正11年）作の「赤坂尋常小学校創立五十周年記念日の歌」なるものの楽譜を証拠として提出し、これが「チューリップ」の原曲であると主張したほか、作詞時の状況として、「生まれたばかりの次男が泣いたり笑ったりするのを見て、赤坂小学校の歌の曲に乗せてみた」、「新潟県でチューリップの栽培・研究している人からチューリップを見せられて童謡にしたいと思った」旨を述べた。一方、近藤側は福井直秋・井上赳と藤村作が親しく交流していたことを示す証拠を提示すると共に、「ドノ　ハナ　ミテ　モ　キレイ　ダ　ナ」の詞に込めた思いなどを述べた。
1989年（平成元年）8月16日に東京地裁は、6曲の作詞者を近藤であるとし、近藤が著作者人格権を持つことを認めたが、著作権は日本教育音楽協会に譲渡されたものと判断し、損害賠償については氏名表示権侵害に伴う精神的損害に対し、慰謝料の支払いを命じた。
小出の遺族らとJASRACは控訴し、近藤は著作権が認められなかった部分について附帯控訴した。近藤と面識のある小林茂夫は、近藤の自宅を訪問した際に息子から裁判で係争中であることや「自民党筋からいやな動きがある」という話を聞き、東京高裁に公正判決を要請する署名運動を実施した。この署名の世話人には永積安明・井上頼豊・松島栄一・山住正己らが名を連ねたものの、署名の提出を間近にして判決日が決まったとの知らせがあったため、実際には提出されなかった。1993年（平成5年）3月16日、東京高裁は慰謝料を減額したこと以外は、小出・JASRAC側の控訴も、近藤側の附帯控訴も棄却した。高裁は、小出が提示した「赤坂尋常小学校創立五十周年記念日の歌」は証拠として疑わしく、作詞の状況は小出よりも近藤の方が具体的で信用できると判断した。JASRACに対しては、近藤が作詞者であるとする情報があったにもかかわらず、小出側の主張のみを容れて小出を作詞者として取り扱ったことは違法で過失があると判断し、小出側と共に賠償責任があると判断した。
この裁判は、主観的な供述を間接証拠から多面的に検証し、信用性の有無の吟味によって著作者を確定した、言い換えると、物的証拠に乏しく裁判官の心証によって判決が導かれたものであった。間接証拠からの推認が求められる以後の同種の事件に対する参考となる裁判例となり、珍しいケースとして注目を浴びた。近藤は判決の確定時には86歳に達しており、判決を見届けた後、1999年（平成11年）にこの世を去った。

### 両判決確定後
上記の通り、1989年（平成元年）に、作詞者が近藤宮子、作曲者が井上武士であることが、公的に認められ、1993年（平成5年）までに確定した。ただし、判決の確定後も「作詞者未確定」と記述する文献がある。
なお、1997年（平成9年）には近藤の支援者の女性が日本教育音楽協会とJASRACを相手取り、日本教育音楽協会が「チューリップ」・「コヒノボリ」から不当に得た使用料の返還と著作権の帰属確認を求めて東京地裁に提訴した。1998年（平成10年）9月28日に東京地裁は、近藤の支援者が示した、日本教育音楽協会から近藤へ著作権を戻したとする「確認書」の効力を否定し、支援者の訴えを棄却した。

## カバー
「チューリップ」の1番は児童合唱団や、はいだしょうこ・横山だいすけ・三谷たくみらうたのおにいさん・うたのおねえさんのほか、アグネス・チャンや小林旭らも歌唱しており、2023年（令和5年）現在、JASRACのデータベースには36の個人・団体がアーティストとして登録されている。Coccoの楽曲「東京ドリーム」（『パ・ド・ブレ』所収）には「チューリップ」の一節が取り入れられ、JASRACのデータベースにも「チューリップ」のアーティストの1人として名を連ねている。ももいろクローバーZは、ももクロちゃんZとして「チューリップ」を歌唱しており、アルバム『ももくろちゃんZ どうようコレクション』に収録している。
2番以降を含む楽曲も、太田裕美・森みゆきら7の個人・団体がアーティストとして登録されている。

## 歌碑

チューリップの歌碑（函館護国神社）

「チューリップ」の歌碑は、北海道函館市と群馬県前橋市にある。
函館市の歌碑は、函館護国神社の境内にあり、「個性を大切にし、特に弱い人たちに寄り添う気持ちを大切にしたい」という思いが込められている。
前橋市の歌碑は、前橋駅北口広場にある。作曲者の井上が前橋市の出身であり、歌碑に隣接して井上の紹介看板が2014年（平成26年）12月に設置された。なお、前橋駅の発車メロディは同年4月から「チューリップ」を採用している。